# Microgiton eos
Microgiton eos là một loài bướm đêm thuộc phân họ Arctiinae, họ Erebidae.